# Fundación Baltistán
La Fundación Baltistán creada el 10 de mayo de 2001, trabaja por el desarrollo integral de todo el Vallé de Hushé, en las áreas de educación, agricultura, fortalecimiento comunitario y desarrollo organizacional, salud, infraestructuras, turismo o género.

## Trabajo
La Fundación Baltistán lleva muchos años impulsando el desarrollo integral de las personas de esta comunidad, con especial hincapié en sus mujeres. El objetivo es que estas adquieran conciencia de sus derechos y comiencen a ejercerlos.
Colaborando con sus ciudadanos para que obtengan capacidades e infraestructuras con las que puedan generar un modelo propio de desarrollo económico sostenible y equitativo para hombres y mujeres. Una de sus grandes ocupaciones es la educación de las niñas.
Desde que la Fundación se creó en 2001 se ha tenido muy claro que el objetivo pasa por dotar a los habitantes de la zona de las capacidades e infraestructuras necesarias para que ellos y ellas promuevan y gestionen su modelo propio de desarrollo económico sostenible y equitativo para hombres y mujeres.
Las personas que componen la organización comparten la pasión y respeto por la naturaleza y en especial por las zonas de montaña, como Baltistán, en la cordillera del Karakorum, un mágico lugar que acoge al mayor número de montes de más de 6.000 metros del mundo, y donde se encuentran cuatro de los ochomiles; el K2, Broad Peak, Gasherbrum I y Gasherbrum II.
Valores tradicionalmente del mundo del montañismo como la solidaridad, el compañerismo, el respeto por la naturaleza, la constancia, el tesón, el trabajo duro y el optimismo, impregnan todo el trabajo de la Fundación.
La Fundación Baltistán es una ONG vasca de cooperación internacional al desarrollo impulsada por montañeros vascos en recuerdo de Félix Iñurrategi, que lleva diez años colaborando con la Félix Iñurrategi Foundation Baltistan Machulu, ONG local para el desarrollo educativo, económico y social en el Valle de Hushé.
La educación entre las niñas en el Valle de Hushé de Pakistán es todavía un gran reto. La Fundación lleva años escolarizando a niñas con  su campaña “600 bonos, 600 niñas”. Cada bono cuesta 50€ y con cada uno se cubren los gastos escolares de un año de cada una de ellas. En 2018 los menores de Baltistan y Aretxabaleta tendrán la ocasión de conocerse y abrir así una vía de comunicación entre ellos/as.

## Historia
Un grupo de montañeros vascos que durante las dos últimas décadas viajaron a la cordillera del Karakorum (Pakistán) y acabaron por entablar amistad con muchos de los habitantes de la comarca se plantearon la necesidad de realizar alguna iniciativa para ayudar a mejorar las condiciones de vida de estos bravos hombres y mujeres.
La idea estaba planteada, pero faltaba la forma de plasmarla en hechos concretos. Para lograrlo se aunaron dos sucesos radicalmente opuestos. El primero fue el premio que logró la expedición formada por los hermanos Félix y Alberto Iñurrategi, José Carlos Tamayo y Jon Lazkano en 1999 por el rescate realizado en el Nanga Parbat (8,125 m.) a un montañero sudamericano gravemente herido. La Diputación Foral de Guipúzcoa reconoció en el año 2000 el valor de la acción en tan complicadas circunstancias.
Ese mismo año se produjo el segundo hecho, la desgraciada desaparición de Félix Iñurrategi en el Gasherbrum II (8.035 m.). Su hermano y sus compañeros no lo dudaron.
El premio obtenido fue el germen de la Fundación Félix Iñurrategi Baltistán, destinada a ayudar al pueblo de Machulu, y a los de sus alrededores, y a mejorar sus condiciones colectivas de vida con proyectos que incidan en sus aspectos más básicos y de urgente mejora (educación, agricultura, infraestructuras...). Una forma de devolverles, aunque sea mínimamente, el cariño y la amistad con la que siempre han acogido a cuantos montañeros vascos se han acercado hasta allí.

## Premios y reconocimientos
En 1999 José Carlos Tamayo, Jon Lazkano, y los hermanos Iñurrategi con la colaboración de uno de los porteadores de Machulo, Rustam Ali, efectúan el rescate de un montañero sudamericano gravemente herido en el Nanga Parbat (8.125 m). En reconocimiento a esta acción, la Diputación Foral de Guipúzcoa les otorga un premio, que sin dudar, deciden donar como aporte a la mencionada escuela de Montaña de Machulo.
En 2018, el documental ”Forgot Myself Somewhere (Me olvidé de mí en algún lugar)" de Iker Elorrieta ha sido galardonado con la Biznaga de plata en la sección Afirmando los derechos de las  mujeres del Festival de cine de Málaga en la XI edición, donde refleja la vida de las niñas y mujeres en el Valle de Hushe (Baltistan).
En 2020 reciben el Premio WOP-The Walk On Project 2020 del BBK Mendi Film Bilbao-Bizkaia.